# Cymbilaimus
Genre
Cymbilaimus est un genre de passereaux de la famille des Thamnophilidés, originaire d'Amérique centrale et du Sud.

## Liste des espèces
Selon la classification de référence du Congrès ornithologique international (version 6.4, 2016) :
- Cymbilaimus lineatus — Batara fascié (Fourmilié zébrure) (Leach, 1814)
  - Cymbilaimus lineatus fasciatus (Ridgway, 1884)
  - Cymbilaimus lineatus intermedius (Hartert & Goodson, 1917)
  - Cymbilaimus lineatus lineatus (Leach, 1814)
- Cymbilaimus sanctaemariae — Batara des bambous (Fourmilier de bambou)  (Gyldenstolpe, 1941)